# Pampa de Cueva
Pampa de Cueva o Centro Ceremonial Pampa de Cueva es un complejo arqueológico en forma de U, el cual esta direccionado al lado Este con fines posiblemente religiosos ya que recordemos que es el lado del sol naciente.

## Ubicación
El Centro Ceremonial Pampa de Cueva está ubicado en el distrito de Independencia (Departamento y Provincia de LIma), muy cerca de la Av. Túpac Amaru, y se le puede reconocer fácilmente debido a que existen dos torres de telecomunicaciones encima de la plaza principal. Se trata de uno de los más importantes centros ceremoniales tempranos del Valle del Rímac. Pampa de Cueva está relacionado, entre otros, con Garagay y La Florida. Cuando el personal directivo y la comunidad educativa del CE. 3050 "El Morro" supieron acerca de la importancia y antigüedad del lugar que ocupa el colegio, decidieron apoyar los trabajos de investigación.

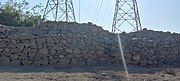
Pampa de Cueva, Muro central de la pirámide principal

La región geográfica donde se encuentra «Pampa de Cueva», está conformada por la unión de las partes bajas de las cuencas del río Rímac y Chillón, los conos deyectivos de estos ríos se encuentran tan próximos que dificulta saber dónde termina uno y comienza el otro, conformando un área de confluencia. Por lo tanto, por cuenca entendemos no sólo la parte del cauce del río, el lecho del mismo y sus respectivas tierras adyacente, sino también, la cadena montañosa que la conforma y toda el área que abarca su cono deyectivo hasta su desembocadura en el mar.

## Antecedentes bibliográficos del sitio arqueológico
Las investigaciones sobre Pampa de Cueva son escasas, aun así existen informes de visitas realizadas en donde se limitan a descripciones de las destrucciones arquitectónicas. Entre los informes existentes encontramos:
1. El 8 de marzo de 1962 Toribio Mejía Xesspe visita el centro ceremonial y lo define como una 'Huaca' piramidal de piedra angulosa y barro, que se encuentra al oriente de Garagay, entre la acequia de regadío de la Hacienda Muleria y la falda extensa y árida del Cerro Cueva. El conocido arqueólogo inspeccionó dicha Huaca cuando los moradores de la barriada trataban de destruirla. Además, se constató en el relleno de la huaca la presencia de cuerdas gruesas de totora en forma de red para contener porciones de piedras, a la manera de Mina Perdida' del Valle de Lurin» [3]

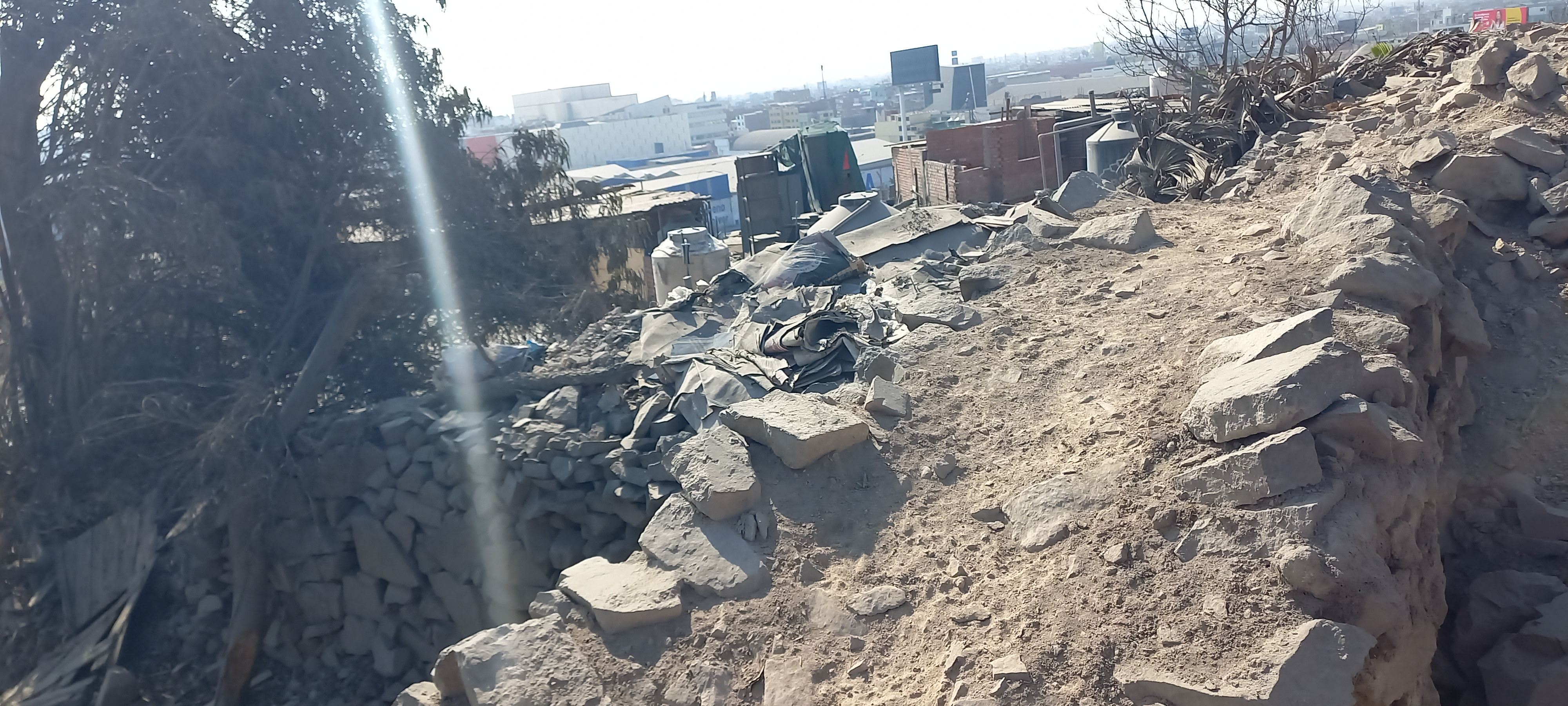
Pampa de Cueva, Centro Ceremonial. Vista trasera lado izquierdo de la pirámide principal

1. 5 de abril de 1962 en los archivos de la Dirección de Patrimonio Arqueológicos del I.N.C. existe un informe realizado por el Sr. Víctor Salazar de la visita  del  por encargo de la Jefatura de Exploración, Conservación de Ruinas y Monumentos. En dicho informe manifiesta lo siguiente: "La huaca aludida está siendo cortada en su parte baja por los pobladores del lugar, con el fin de ampliar sus lotes. En el corte he observado la semejanza arquitectónica con la huaca la Florida. En los contrafuertes de los cerros que rodea la barriada existen construcciones similares que ya están ocupados por los socios de la barriada".[1]
2. En agosto de 1974 el arquitecto Carlos Milla Villena en 1966 fue contratado por el I.N.C. para la elaboración del Catastro del Valle del Rimac y Santa Eulalia, mencionando "En visitas realizadas  se aprecia que un montículo completamente cubierto por casas del pueblo joven de ese nombre, pudimos ingresar a un patio del sector Oeste donde para construir una pared y ampliar su casa habían demolido varios metros cuadrados de la pared arqueológica y con el mismo material instalaban los cimientos de su casa quedando a la vista las conocidas shicras', y pisos de barro endurecido y parte de la antigua pared con enlucido de barro en color natural».[4]

## Ocupación
A mediados del siglo XX hubo una migración interna en el Perú, debido al auge de la industria en Lima. La zona norte no fue la excepción del lugar;  la fundación de Independencia (km 5 y 6 de la av Túpac Amaru, antigua carretera a canta) se produjo el 17 de noviembre de 1960,  fecha en que un grupo de familias tomaron  posesión de la entonces llamada "Pampa de Cueva“ construyendo así sus viviendas y una Urbanización Popular a la que pusieron por nombre Independencia.
Y así se creó  “Pampa de Cueva - Urbanización Independencia” en el año 1959 por Victoriano Sáenz Ortega y demás asociaciones que conformaron la actual zona del distrito de Independencia. Distrito creado gracias a la Ley N° 14965 un 16 de marzo de 1964.

## Centro Ceremonial

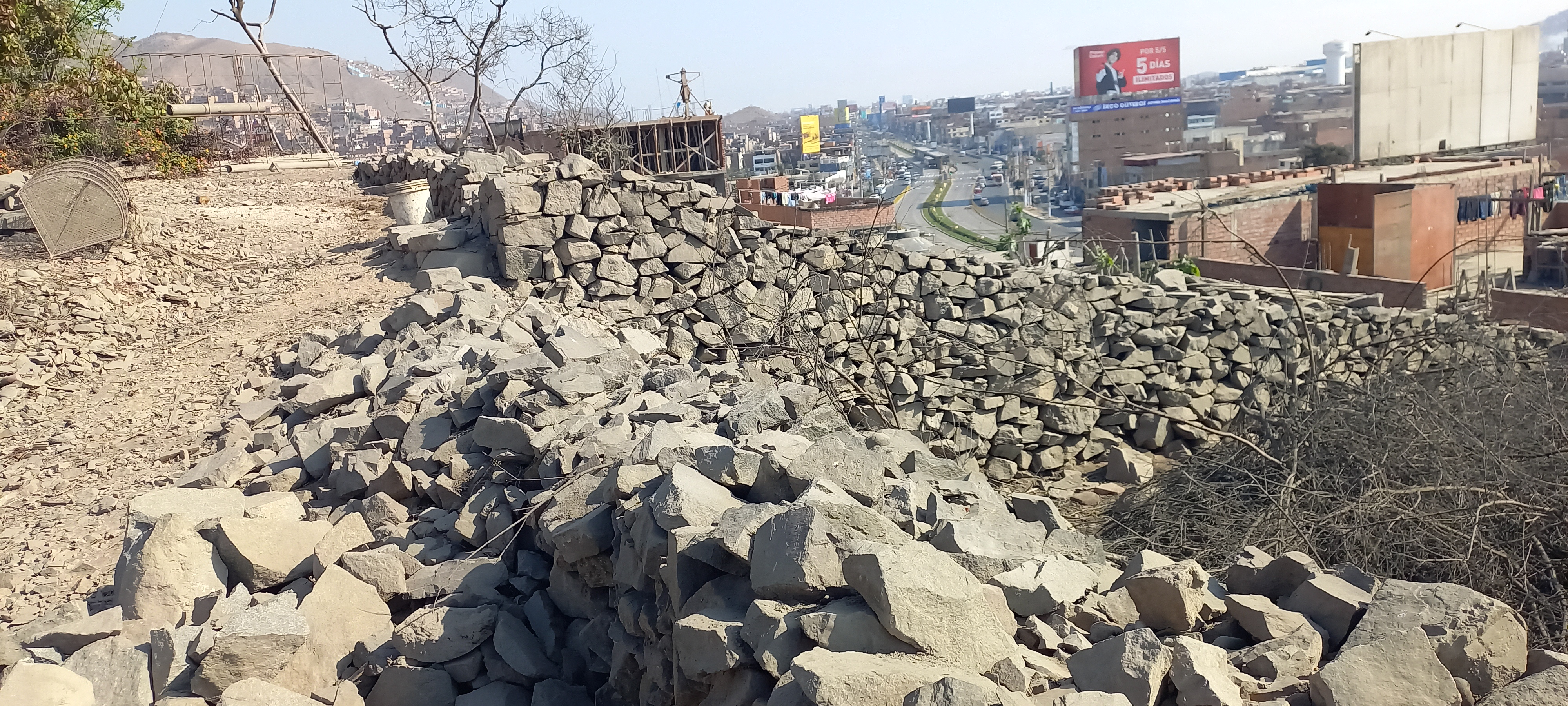
Pampa de Cueva, Centro Ceremonial. Vista parte trasera lado derecho del centro de la pirámide principal.

El Centro Ceremonial «Pampa de Cueva», presenta una orientación general de 62° Nor-Este. En cuanto a su diseño muestra los siguientes atributos arquitectónicos:
- Pirámide Principal
- Brazo Derecho
- Brazo Izquierdo
- Plaza Cercada

El centro ceremonial presenta una pirámide principal, en frente se puede observar una plaza con un cerco rectangular, en los extremos de la construcción se distinguen edificaciones menores. Si nos situamos en la pirámide principal de esta edificación observaremos que en la base hay una especie de cruz a la que se puede acceder a través de unos escalones con sentido a la plaza donde veremos el patio circular hundido en una primera plataforma y sobre esta también hallaremos otra pero de un tamaño más pequeño, en donde también se sitúa una escalera para poder acceder, sobre la plataforma anteriormente descrita se encuentra una nueva terraza en forma de herradura. En los extremos con forma de cruz de la pirámide se observa una terraza de forma cuadrangular.

## Comparación con Huaca Garagay
“Todos estos conjuntos se encuentran siempre en terreno llano, cerca de cauces de ríos o antiguas fuentes de agua”  
Si bien no conocemos la verdadera configuración de los edificios que subyacen en Garagay y Pampa de Cueva, la evidencia de construcciones contemporáneas, al menos en algún momento del lapso contemplado entre el Arcaico Tardío e inicios del Formativo, nos impulsa a plantear cierto tipo de interacción entre los inicios de Pampa de Cueva y Garagay.
Este caso nos recuerda un montículo simila a la ubicación de Pampa de Cueva. Este montículo ya había sido identificado por el Dr. Silva en su Tesis Doctoral. En dicha tesis se presenta un plano elaborado con base en la fotografía aérea de 1944, donde se señala claramente la existencia de un montículo de aparente forma piramidal en una de las cimas de la ladera derecha de la quebrada en donde se ubica el sitio Pampa de Cueva.
A pesar de no saber con certeza si es que dicho montículo presenta o no shicras, su forma y ubicación nos brinda indicios de una posible relación entre ambos sitios desde sus inicios. A esto súmese la posible comunicación visual entre ambos debido a que son fácilmente observables entre sí. Dado esto, los elementos presentes en cada sitio, y que evidenciarían dicha interacción serían los siguientes: 
- La cercanía entre ambos sitios (sólo 4 km. aproximadamente).
- La presencia de un montículo piramidal en una cima aledaña.
- Contemporaneidad durante el Formativo, y muy probablemente desde antes de dicho periodo.

Este aspecto también estaría expresado en la presencia de shicras en ocupaciones anteriores a las últimas fases. Por tal motivo, creemos que en los inicios de Garagay y Pampa de Cueva se dio una interacción que se extendió hacia el Formativo. De esta manera las actividades que se llevaban a cabo en esos edificios comprendían tanto las partes altas cuanto las bajas. Posteriormente, por algún motivo que desconocemos, estas actividades se afianzaron en la parte baja constituyéndose una sucesión de construcciones, que dieron como resultado lo que conocemos hoy como los Templos en U de Garagay y Pampa de Cueva.

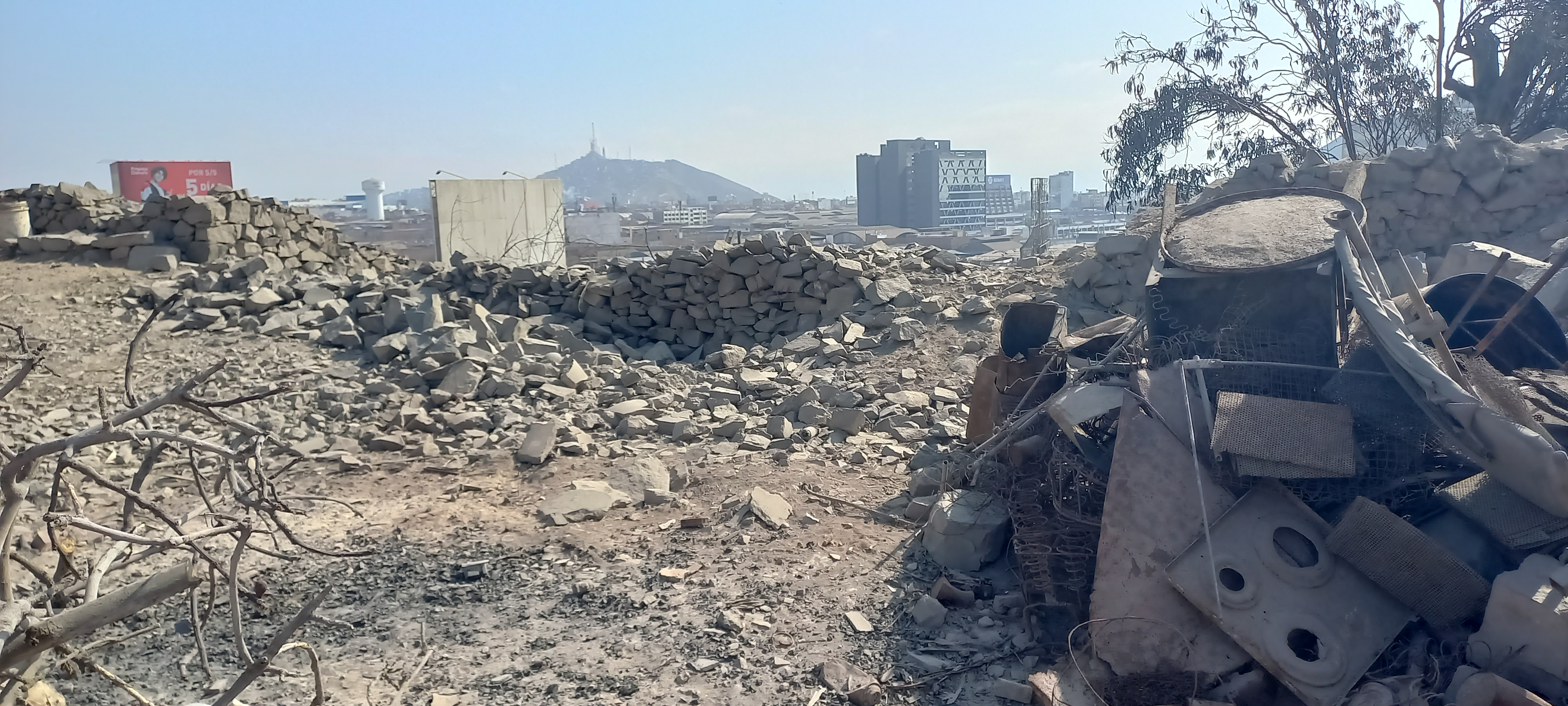
Pampa de Cueva, Centro Ceremonial. Vista parte trasera del centro de la pirámide principal

## Línea de Tiempo
En el período Arcaico, en sus fases tardías, se inició la era de construcciones de edificios monumentales; por ejemplo, el Centro Ceremonial de Canto Grande ubicado en una quebradita de la falda de la ladera oriental del Cerro San Jerónimo , a unos 2 km de la orilla derecha del río Rímac, el sitio en la actualidad ya no existe, pero se conservan las fotos aéreas de 1941 donde se avista el lugar. Otro sitio del mismo período es El Paraíso, ubicado en la falda oriental del Cerro Anima, a la orilla izquierda del río Chillón un poco antes que desemboque en el mar, aunque, aún no existe acuerdo sobre la ubicación histórica temporal de este lugar , si se coincide al señalar como una de las primeras manifestaciones constructivas de la región.  

En el período Formativo, entre los 1800 años a. C. hasta cerca de los inicios de nuestra era, se construyen edificios con un patrón arquitectónico característico en su diseño: La forma en U en su configuración general. Para el área Rímac-Chillón, se encuentran entre otros los Centros Ceremoniales en forma de U llamados: «La Florida» ubicado a 1 kilómetro de la margen derecha del río Rímac, en el actual distrito del mismo nombre; «Las Salinas» más al este, aguas arriba del río Rímac en su margen izquierda, en la jurisdicción del distrito de El Agustino; «Garagay» ubicado entre el Río Rímac y Chillón, en la jurisdicción del actual distrito de Los Olivos; «Pampa de Cueva» en la jurisdicción del distrito de Independencia; Huacoy se ubica río arriba del Chillón a unos 22 kilómetros de su desembocadura al mar, en el actual distrito de Carabayllo. Estos edificios de carácter cívico-religioso unificaron social y políticamente en su entorno a los diversos grupos humanos existentes en la región.